# Estació de la Llagosta
La Llagosta és una estació de ferrocarril propietat d'adif situada a la població de la Llagosta, a la comarca del Vallès Oriental. L'estació es troba a la línia Barcelona-Girona-Portbou i hi tenen parada trens de Rodalies de Catalunya de les línies R2 i R2 Nord dels serveis de rodalia de Barcelona, operats per Renfe Operadora.

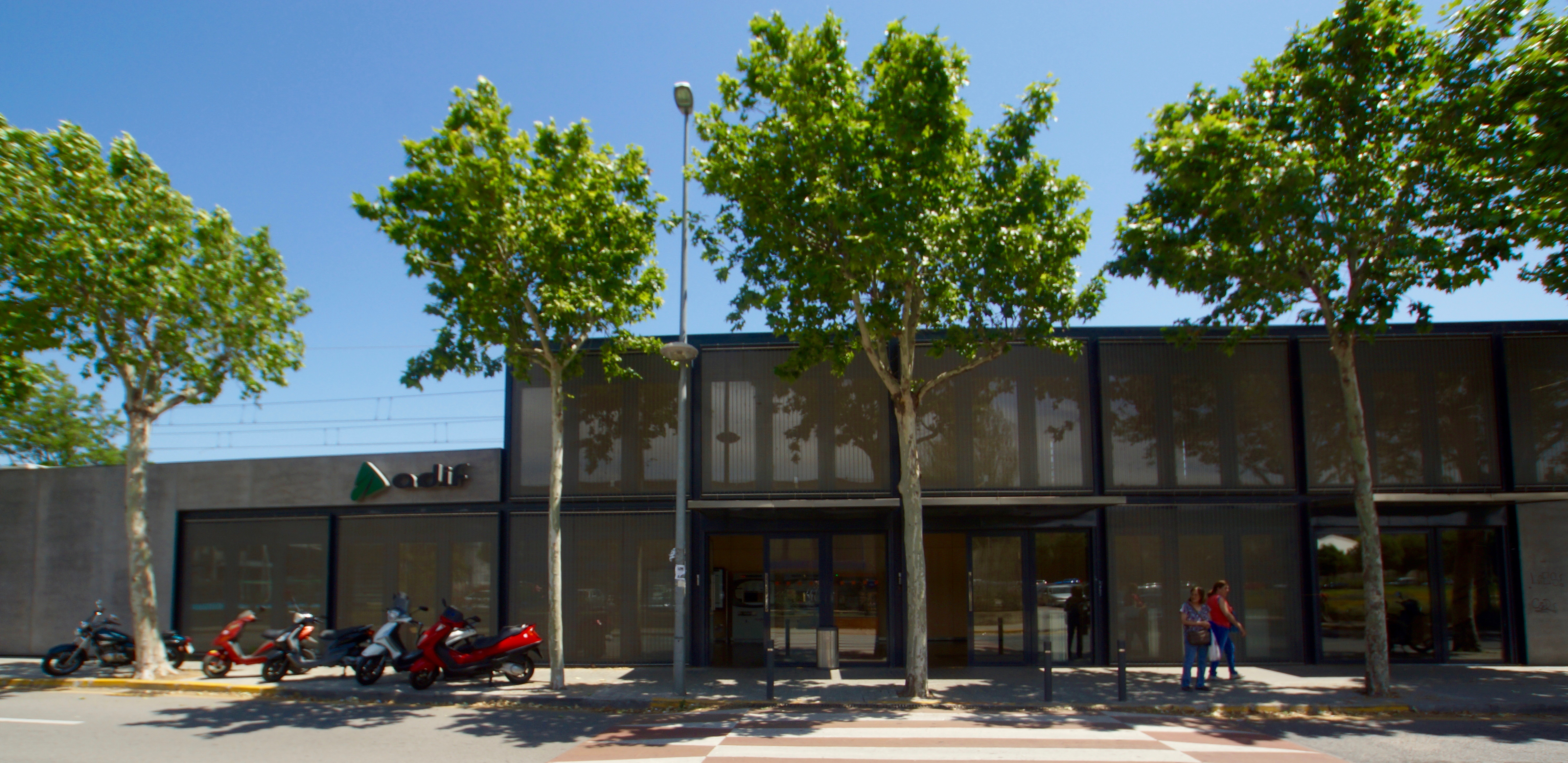
Façana occidental

Aquesta estació de la línia de Granollers o Girona va entrar en servei l'any 1854 en acabar-se el tram construït per la Camins de Ferro de Barcelona a Granollers entre Barcelona (antiga estació de Granollers, substituïda per l'Estació de França) i Granollers Centre. Des del 2011 es van remodelar les instal·lacions per a viatgers, una obra que Renfe ja va anunciar el 2005, i es va estrenar l'edifici amb més serveis i andanes més llargues el 2012.
L'any 2023 va registrar l'entrada de 668.000 passatgers.

## Serveis ferroviaris

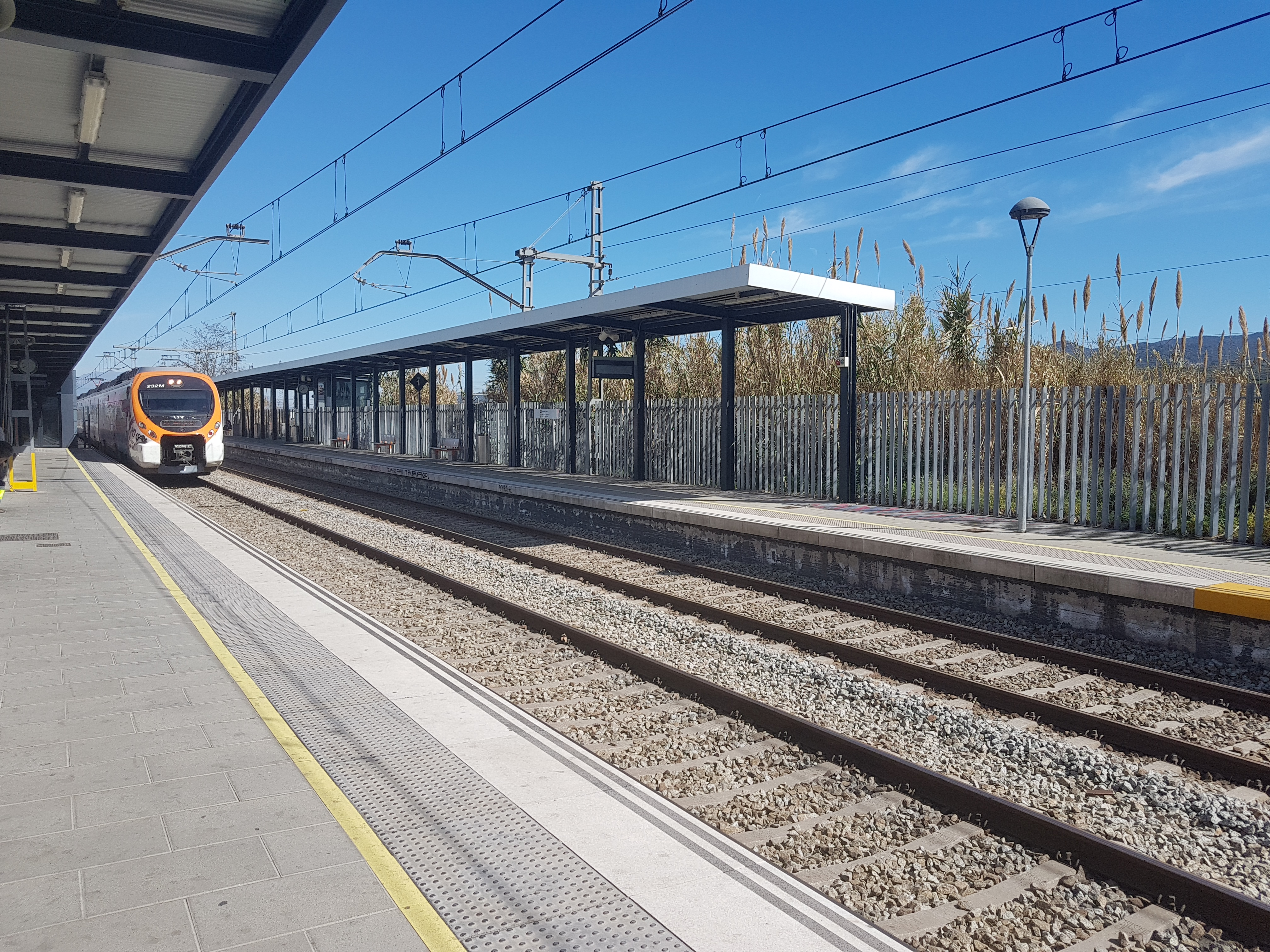
R2 Aeroport entra a l'estació

| Rodalia de Barcelona         |                   |       |                    |                                                |
| Procedència/Destinació       | <                 | Línia | >                  | Procedència/Destinació                         |
| Castelldefels Aeroport Sants | Montcada i Reixac |       | Mollet - Sant Fost | Granollers Centre Sant Celoni Maçanet-Massanes |

## Projectes
Per al transport de mercaderies, l'estació disposa d'instal·laciones logístiques rudimentàries, que els municipis veïns voldrien transformar-la en estació intermodal d'ample ferroviari europeu, integrada en el Corredor Mediterrani, per al gran potencial per al desenvolupament econòmic sobretot en sinergia amb el proper Centre Integral de Mercaderies (CIM Vallès) de Santa Perpètua de Mogoda. Una zona d'unes treinta hectàrees actualment sotsutilitzada com aparcament, podria ser transformada per acollir activitats amb més valor afegit i crear fins a 1300 llocs de treball.
Per als passatgers hi ha un projecte pactat entre el Ministeri de Foment i el Departament de Territori i Sostenibilitat per ampliar l'estació i transformar-la en nova terminal de trens regionals. Es projecta afegir-hi parades de les línies R13, R14, R15 i R16. Açò hauria de descongestionar l'estació de França. L'obra hauria de començar el 2016, però l'actuació encara no té calendari.